# Ляховицький район
Ляховицький район (біл. Ляхавіцкі раён) — адміністративно-територіальна одиниця у складі Берестейської області Білорусі. Адміністративний центр  — місто Ляховичі.

## Адміністративно-територіальний устрій
Адміністративно-територіальний устрій району:
- Гончаровська сільська рада
  - село Ганцевичі
  - село Гончари
  - село Городище
  - село Залужжя
  - село Мазурки
  - село Медведичі
  - село Мелехи
  - село Миничі
  - село Набережна
  - село Нивище
  - село Подбороччя
  - село Смоленики
  - село Цигань
- Жеребковицька сільська рада
  - село Волосачі
  - село Гуличі
  - село Домаші
  - село Жеребковичі
  - село Заритово
  - село Конюхи
  - село Пирштуки
  - село Своятичі
  - село Трабовичі
  - село Яцковщина
- Коньковська сільська рада
  - село Головачі
  - село Дарево
  - село Дарево-Чиж
  - село Дреки
  - село Заріччя
  - село Коньки
  - село Лабузи
  - село Литва
  - село Мале Подлісся
  - село Сакуни
  - село Турки
  - село Федюки
  - село Чвири
- Кривошинська сільська рада
  - село Беньковці
  - село Головнинці
  - село Залипення
  - село Залужжя
  - село Колпаки
  - село Кривошин
  - село Липськ
  - село Малиші
  - село Нетчин
  - село Стрельці
  - село Щербово
- Куршиновицька сільська рада
  - село Гайнин
  - село Гайнинець
  - село Гащин
  - село Куршиновичі
  - село Низькі
  - село Нові Буди
  - село Ососи
  - село Совейки
  - село Староселля
  - село Старі Буди
  - село Тальминовичі
  - село Хотяж
- Начевська сільська рада
  - село Гославщина
  - село Грушівка
  - село Жарські
  - село Мислобож
  - село Нача
  - село Пашковці
  - село Перехресття
  - село Рачкани
  - село Русиновичі
  - село Счастновичі
- Новосілківська сільська рада
  - село Адаховщина
  - село Божки
  - село Велика Лотва
  - село Гиричь-Поль
  - село Горбачі
  - село Дойняки
  - село Ковали
  - село Кореневщина
  - село Корени
  - село Крегли
  - село Макієвщина
  - село Новосілки
  - село Прончаки
  - село Селявичі
  - село Станчаки
  - село Титковщина
  - село Тумаші
  - село Урожайна
  - село Флерьяново
- Ольховська сільська рада
  - село Велике Городище
  - село Водятино
  - село Волька
  - село Гостиловичі
  - село Гуково
  - село Завиння
  - село Задвор'я
  - село Криве Село
  - село Литовка
  - село Мале Городище
  - село Мариново
  - село Ольховці
  - село Петуховщина
  - село Под'язовле
- Островська сільська рада
  - село Березки
  - село Гута
  - село Забер'я
  - село Запілля
  - село Кулики
  - село Любейки
  - село Остров
  - село Подлаззя
  - село Рогачі
  - село Третьяковці
  - село Туховичі
- Підліська сільська рада
  - село Зубелевичі
  - село Подлісся
  - село Потаповичі
  - село Ромашки
  - село Свистковщина
  - село Улазовичі
  - село Шевелі
- Святицька сільська рада
  - село Новосілки
  - село Святиця

## Населення
За переписом населення Білорусі 2009 року чисельність населення району становило 30 498 осіб.

### Національність
Розподіл населення за рідною національністю за даними перепису 2009 року:
| Національність                | Осіб  | Відсоток |
| ----------------------------- | ----- | -------- |
| білоруси                      | 26975 | 88,45 %  |
| поляки                        | 1969  | 6,46 %   |
| росіяни                       | 1078  | 3,53 %   |
| українці                      | 270   | 0,89 %   |
| національність не вказана     | 51    | 0,17 %   |
| татари                        | 43    | 0,14 %   |
| молдовани                     | 12    | 0,04 %   |
| дві та більше національності  | 12    | 0,04 %   |
| вірмени                       | 11    | 0,04 %   |
| німці                         | 11    | 0,04 %   |
| литовці                       | 8     | 0,03 %   |
| азербайджанці                 | 6     | 0,02 %   |
| греки                         | 6     | 0,02 %   |
| євреї                         | 4     | 0,01 %   |
| цигани                        | 4     | 0,01 %   |
| таджики                       | 4     | 0,01 %   |
| національність не повідомлена | 4     | 0,01 %   |
| грузини                       | 3     | 0,01 %   |
| абхази                        | 3     | 0,01 %   |
| національність не визначена   | 3     | 0,01 %   |
| узбеки                        | 2     | 0,01 %   |
| казахи                        | 2     | 0,01 %   |
| чуваші                        | 2     | 0,01 %   |
| мордва                        | 2     | 0,01 %   |
| болгари                       | 2     | 0,01 %   |
| башкири                       | 1     | 0,00 %   |
| удмурти                       | 1     | 0,00 %   |
| турки                         | 1     | 0,00 %   |
| естонці                       | 1     | 0,00 %   |
| карели                        | 1     | 0,00 %   |
| чеченці                       | 1     | 0,00 %   |
| комі                          | 1     | 0,00 %   |
| гагаузи                       | 1     | 0,00 %   |
| комі-перм'яки                 | 1     | 0,00 %   |
| киргизи                       | 1     | 0,00 %   |
| карачаївці                    | 1     | 0,00 %   |
| Разом                         | 30498 | 100 %    |

### Мовне становище

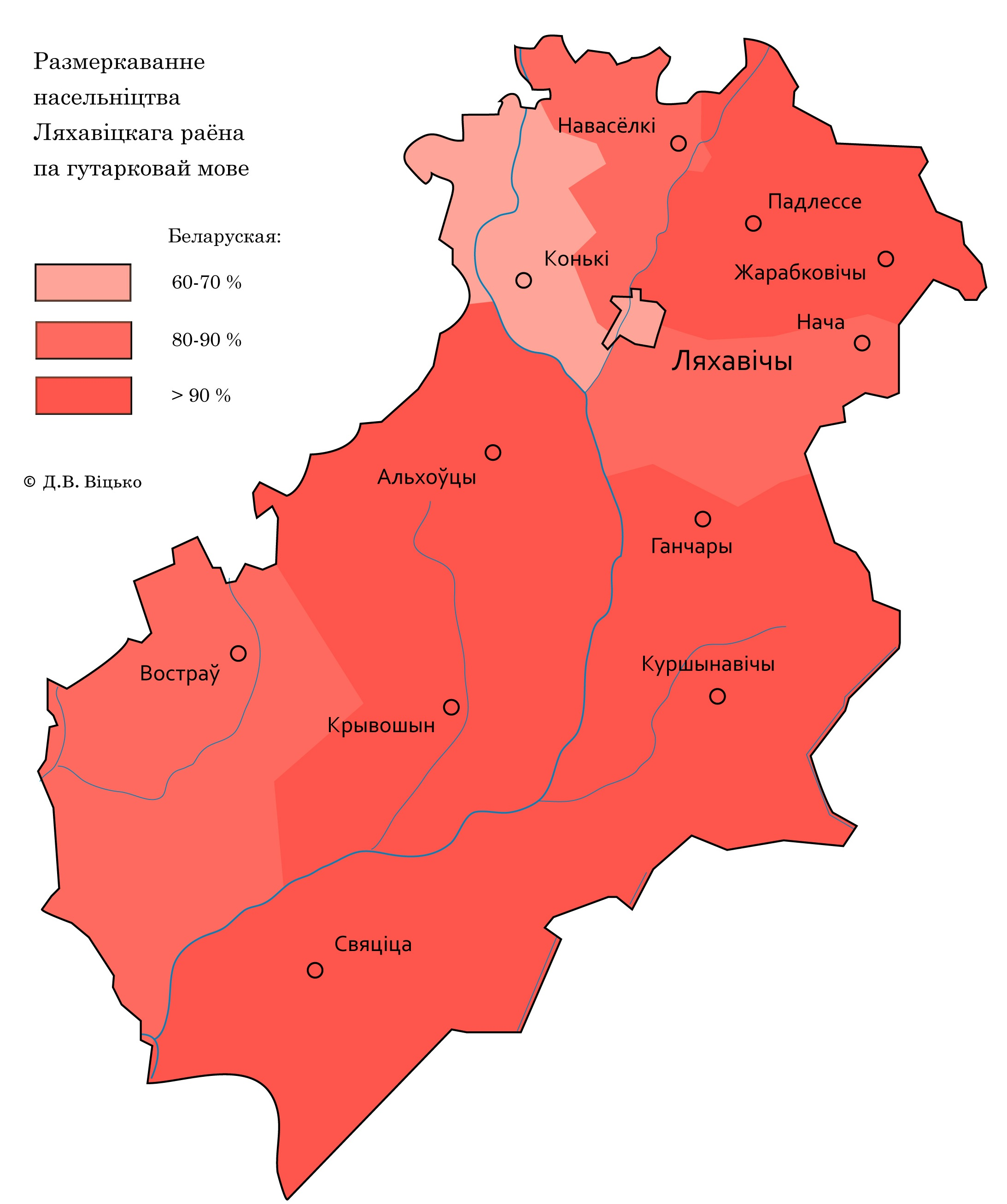
Розподіл населення Ляховицького району за розмовну мовою (за результатами перепису 2009 р.)

Під час перепису населення Білорусі 2009 року рідною мовою більшість населення району вказала білоруську (90,55 %), друге місце посіла російська (8,08 %). Вдома розмовляють білоруською 78,17 % мешканців району, а російською — 17,64 %.